# Jørn Sloth
Jørn Sloth (ur. 5 września 1944 w Sjörring) – duński szachista, ósmy mistrz świata w grze korespondencyjnej.

## Kariera szachowa
W drugiej połowie lat 60. należał do krajowej czołówki graczy młodego pokolenia. Pomiędzy 1964 a 1969 r. czterokrotnie wystąpił w narodowym zespole na drużynowych mistrzostwach świata studentów, zdobywając trzy medale: złoty za indywidualny wynik w 1965 r. oraz dwa brązowe (wraz z drużyną w 1965 i 1966 r.). Na przełomie 1963 i 1964 r. podzielił I m. (wspólnie z Robertem Hartochem) w rozegranych w Groningen mistrzostwach Europy juniorów do lat 20. W 1971 r. zdobył brązowy medal indywidualnych mistrzostw Danii, w 1972 r. jedyny raz w swojej karierze brał udział w szachowej olimpiadzie, zdobywając na III szachownicy 8½ pkt w 17 partiach, natomiast w 1975 r. zdobył tytuł wicemistrza kraju. Jednym z jego ostatnich sukcesów w grze klasycznej było dz. II m. w Klaksvik w 2002 r. (za Kimem Pilgaardem, wspólnie z Ole Jakobsenem).
Najwyższy ranking w karierze osiągnął 1 stycznia 1979 r., z wynikiem 2400 punktów zajmował wówczas 5. miejsce wśród duńskich szachistów.
Znaczące sukcesy w osiągnął w szachach korespondencyjnych, z których największymi były zwycięstwa w 8. finale indywidualnych mistrzostw Europy (1971–1975) oraz w 8. finale indywidualnych mistrzostw świata (1975–1980). W 1978 r. Międzynarodowa Federacja Szachowej Gry Korespondencyjnej przyznała mu tytuł arcymistrza. W latach 2001–2004 brał udział w jubileuszowym turnieju z okazji 50. rocznicy powstania Międzynarodowej Federacji Szachowej Gry Korespondencyjnej (ang. ICCF 50 years World Champions Jubilee Tournament) z udziałem dziewięciu mistrzów świata, w którym zajął VIII miejsce. Na liście rankingowej ICCF w styczniu 2008 r. notowany był z wynikiem 2532 punktów.